# Râul Groapa Nedeuța
Râul Groapa Nedeuța este un curs de apă, afluent al râului Valea Boului. 